# Jupiler Pro League
A Primeira Divisão A (em neerlandês:  Eerste klasse A; em francês:  Championnat de Belgique de football; em alemão:  Division 1A), também conhecida por Jupiler Pro League por razões de patrocínio, é a principal competição de futebol da Bélgica. É patrocinada pela InBev, produtora da Jupiler.
Foi fundada no ano de 1895. Seu maior vencedor é o Anderlecht com 34 títulos conquistados, seguido pelo Club Brugge (18), Union St. Gilloise (11) e Standard de Liège (10). 
O Club Brugge é o atual campeão da temporada de 2023-24.

## Formato
Ao longo da maior parte da história, o campeonato foi disputado em grupo único. O número de participantes no decorrer dos anos acabaram se alterando, mas o número de participantes mais frequentes na competição foram 14, depois 16 e 18 participantes.
Durante a transição oficial para o profissionalismo, a Divisão 1A fez a transição com 20, depois 19 clubes e, finalmente, 18 desde a temporada 1976-1977. Em preparação para a temporada 2009–2010 , a URBSFA (Real Associação Belga de Futebol) reduziu o número de participantes para 16 clubes e implementou um sistema de partidas eliminatórias no final da temporada.
A primeira fase consiste em uma fase clássica de grupo único de 16 equipes em partidas bidirecionais, ou seja, 30 partidas por equipe. No final deste campeonato regular:
- as 6 primeiras equipes se classificam para as eliminatórias 1 (chamadas play-offs 1 em inglês );
- as 9 equipes seguintes são divididas em dois grupos, que formam as eliminatórias 2 ( play-offs 2 ). A eles se juntam as 3 equipes com melhor classificação no D1B e não são promovidas diretamente para o D1A;
- desde a temporada 2016-2017, o último time é automaticamente rebaixado para a Divisão 1B ( 2ª divisão ).

## Play-off dos Campeões
As 6 primeiras equipes enfrentam os campeões do play-off com metade dos pontos conquistados na fase clássica do campeonato, arredondados para a próxima unidade inteira.
Este minicampeonato é disputado em partidas de ida e volta, ou seja, 10 partidas por equipe. As equipes são decididas de acordo com o número de pontos conquistados no final dos play offs dos campeões, após deduzido o meio ponto possivelmente concedido durante o arredondamento para a próxima unidade superior no final da fase clássica, depois o número de vitórias, o saldo de gols, o número de gols marcados, o número de gols marcados fora de casa e por fim o número de vitórias fora de casa. Em caso de empate, é organizado um play-off de ida e volta. É a classificação dos campeões do play-off que determina a equipa vencedora do campeonato, bem como a maioria das vagas para a Liga dos Campeões: apenas a última vaga de qualificação para a Europa Conference League concedida no final de um play-off com o vencedor do play-off europeu

## Vencedores
| Temporada | Campeão                                         |
| --------- | ----------------------------------------------- |
| 1895/96   | RFC de Liège (1)                                |
| 1896/97   | Royal Racing Club de Bruxelles (1)              |
| 1897/98   | RFC de Liège (2)                                |
| 1898/99   | RFC de Liège (3)                                |
| 1899/00   | Royal Racing Club de Bruxelles (2)              |
| 1900/01   | Royal Racing Club de Bruxelles (3)              |
| 1901/02   | Royal Racing Club de Bruxelles (4)              |
| 1902/03   | Royal Racing Club de Bruxelles (5)              |
| 1903/04   | Royale Union Saint-Gilloise (1)                 |
| 1904/05   | Royale Union Saint-Gilloise (2)                 |
| 1905/06   | Royale Union Saint-Gilloise (3)                 |
| 1906/07   | Royale Union Saint-Gilloise (4)                 |
| 1907/08   | Royal Racing Club de Bruxelles (6)              |
| 1908/09   | Royale Union Saint-Gilloise (5)                 |
| 1909/10   | Royale Union Saint-Gilloise (6)                 |
| 1910/11   | Cercle Brugge (1)                               |
| 1911/12   | Royal Daring Club Molenbeek (1)                 |
| 1912/13   | Royale Union Saint-Gilloise (7)                 |
| 1913/14   | Royal Daring Club Molenbeek (2)                 |
| 1919/20   | Club Brugge K.V. (1)                            |
| 1920/21   | Royal Daring Club Molenbeek (3)                 |
| 1921/22   | FCO Beerschot Wilrijk (1)                       |
| 1922/23   | Royale Union Saint-Gilloise (8)                 |
| 1923/24   | FCO Beerschot Wilrijk (2)                       |
| 1924/25   | FCO Beerschot Wilrijk (3)                       |
| 1925/26   | FCO Beerschot Wilrijk (4)                       |
| 1926/27   | Cercle Brugge (2)                               |
| 1927/28   | FCO Beerschot Wilrijk (5)                       |
| 1928/29   | Royal Antwerp Football Club (1)                 |
| 1929/30   | Cercle Brugge (3)                               |
| 1930/31   | Royal Antwerp Football Club (2)                 |
| 1931/32   | Koninklijke Lierse Sportkring (1)               |
| 1932/33   | Royale Union Saint-Gilloise (9)                 |
| 1933/34   | Royale Union Saint-Gilloise (10)                |
| 1934/35   | Royale Union Saint-Gilloise (11)                |
| 1935/36   | Royal Daring Club Molenbeek (4)                 |
| 1936/37   | Royal Daring Club Molenbeek (5)                 |
| 1937/38   | FCO Beerschot Wilrijk (6)                       |
| 1938/39   | FCO Beerschot Wilrijk (7)                       |
| 1941/42   | Koninklijke Lierse Sportkring (2)               |
| 1942/43   | Yellow Red Koninklijke Voetbalclub Mechelen (1) |
| 1943/44   | Royal Antwerp Football Club (3)                 |
| 1945/46   | Yellow Red Koninklijke Voetbalclub Mechelen (2) |
| 1946/47   | RSC Anderlecht (1)                              |
| 1947/48   | Yellow Red Koninklijke Voetbalclub Mechelen (3) |
| 1948/49   | RSC Anderlecht (2)                              |
| 1949/50   | RSC Anderlecht (2)                              |
| 1950/51   | RSC Anderlecht (3)                              |
| 1951/52   | RFC de Liège (4)                                |
| 1952/53   | RFC de Liège (5)                                |
| 1953/54   | RSC Anderlecht (4)                              |
| 1954/55   | RSC Anderlecht (5)                              |
| 1955/56   | RSC Anderlecht (6)                              |
| 1956/57   | Royal Antwerp Football Club (4)                 |
| 1957/58   | Standard Liège (1)                              |
| 1958/59   | RSC Anderlecht (7)                              |
| 1959/60   | Koninklijke Lierse Sportkring (3)               |
| 1960/61   | Standard Liège (2)                              |
| 1961/62   | RSC Anderlecht (8)                              |
| 1962/63   | Standard Liège (3)                              |
| 1963/64   | RSC Anderlecht (9)                              |
| 1964/65   | RSC Anderlecht (10)                             |
| 1965/66   | RSC Anderlecht (11)                             |
| 1966/67   | RSC Anderlecht (12)                             |
| 1967/68   | RSC Anderlecht (13)                             |
| 1968/69   | Standard Liège (4)                              |
| 1969/70   | Standard Liège (5)                              |
| 1970/71   | Standard Liège (6)                              |
| 1971/72   | RSC Anderlecht (15)                             |
| 1972/73   | Club Brugge K.V. (2)                            |
| 1973/74   | RSC Anderlecht (14)                             |
| 1974/75   | RWD Molenbeek (1)                               |
| 1975/76   | Club Brugge K.V. (3)                            |
| 1976/77   | Club Brugge K.V. (4)                            |
| 1977/78   | Club Brugge K.V. (5)                            |
| 1978/79   | RSC Anderlecht (15)                             |
| 1979/80   | Club Brugge K.V. (6)                            |
| 1980/81   | RSC Anderlecht (16)                             |
| 1981/82   | Standard Liège (7)                              |
| 1982/83   | Standard Liège (8)                              |
| 1983/84   | RSC Anderlecht (17)                             |
| 1984/85   | RSC Anderlecht (18)                             |
| 1985/86   | RSC Anderlecht (19)                             |
| 1986/87   | RSC Anderlecht (20)                             |
| 1987/88   | Club Brugge K.V. (7)                            |
| 1988/89   | Yellow Red Koninklijke Voetbalclub Mechelen (4) |
| 1989/90   | Club Brugge K.V. (8)                            |
| 1990/91   | RSC Anderlecht (21)                             |
| 1991/92   | Club Brugge K.V. (9)                            |
| 1992/93   | RSC Anderlecht (22)                             |
| 1993/94   | RSC Anderlecht (23)                             |
| 1994/95   | RSC Anderlecht (24)                             |
| 1995/96   | Club Brugge K.V. (10)                           |
| 1996/97   | Koninklijke Lierse Sportkring (4)               |
| 1997/98   | Club Brugge K.V. (11)                           |
| 1998/99   | Racing Genk (1)                                 |
| 1999/00   | RSC Anderlecht (25)                             |
| 2000/01   | RSC Anderlecht (26)                             |
| 2001/02   | Racing Genk (2)                                 |
| 2002/03   | Club Brugge K.V. (12)                           |
| 2003/04   | RSC Anderlecht (27)                             |
| 2004/05   | Club Brugge K.V. (13)                           |
| 2005/06   | RSC Anderlecht (28)                             |
| 2006/07   | RSC Anderlecht (29)                             |
| 2007/08   | Standard Liège (9)                              |
| 2008/09   | Standard Liège (10)                             |
| 2009/10   | RSC Anderlecht (30)                             |
| 2010/11   | Racing Genk (3)                                 |
| 2011/12   | RSC Anderlecht (31)                             |
| 2012/13   | RSC Anderlecht (32)                             |
| 2013/14   | RSC Anderlecht (33)                             |
| 2014/15   | KAA Gent (1)                                    |
| 2015/16   | Club Brugge K.V. (14)                           |
| 2016/17   | RSC Anderlecht (34)                             |
| 2017/18   | Club Brugge K.V. (15)                           |
| 2018/19   | Racing Genk (4)                                 |
| 2019/20   | Club Brugge K.V. (16)                           |
| 2020/21   | Club Brugge K.V. (17)                           |
| 2021/22   | Club Brugge K.V. (18)                           |
| 2022/23   | Royal Antwerp Football Club (5)                 |
| 2023/24   | Club Brugge K.V. (19)                           |
| 2024/25   | Royale Union Saint-Gilloise (12)                |

### Campeões
| Clubes                                      | Campeões | Vices | Anos do Título |
| ------------------------------------------- | -------- | ----- | --- |
| RSC Anderlecht                              | 34       | 21    | 1946-47, 1948-49, 1949-50, 1950-51, 1953-54, 1954-55, 1955-56, 1958-59, 1961-62, 1963-64, 1964-65, 1965-66, 1966-67, 1967-68, 1971-72, 1973-74, 1980-81, 1984-85, 1985-86, 1986-87, 1990-91, 1992-93, 1993-94, 1994-95, 1999-2000, 2000-01, 2003-04, 2005-06, 2006-07, 2009-10, 2011-12, 2012-13, 2013-14, 2016-17 |
| Club Brugge KV                              | 19       | 23    | 1919-20, 1972-73, 1975-76, 1976-77, 1977-78, 1979-80, 1987-88, 1989-90, 1991-92, 1995-96, 1997-98, 2002-03, 2004-05, 2015-16, 2017-18, 2019-20, 2020-21, 2021-22, 2023-24 |
| R Union Saint-Gilloise                      | 12       | 10    | 1903-04, 1904-05, 1905-06, 1906-07, 1908-09, 1909-10, 1912-13, 1922-23, 1932-33, 1933-34, 1934-35, 2024-25 |
| Standard Liège                              | 10       | 13    | 1957-58, 1960-61, 1962-63, 1968-69, 1969-70, 1970-71, 1981-82, 1982-83, 2007-08, 2008-09 |
| FCO Beerschot Wilrijk                       | 7        | 7     | 1921-22, 1923-24, 1924-25, 1925-26, 1927-28, 1937-38, 1938-39 |
| Royal Racing Club de Bruxelles              | 6        | 4     | 1896-97, 1899-1900, 1900-01, 1901-02, 1902-03, 1907-08 |
| Royal Antwerp Football Club                 | 5        | 11    | 1928-29, 1930-31, 1943-44, 1956-57, 2022-23 |
| RFC de Liège                                | 5        | 3     | 1895-96, 1897-98, 1898-99, 1951-52, 1952-53 |
| Royal Daring Club Molenbeek                 | 5        | 4     | 1911-12, 1913-14, 1920-21, 1935-36, 1936-37 |
| Yellow Red Koninklijke Voetbalclub Mechelen | 4        | 5     | 1942-43, 1945-46, 1947-48, 1988-89 |
| KRC Genk                                    | 4        | 3     | 1998-99, 2001-02, 2010-11, 2018-19 |
| K Lierse SK                                 | 4        | 2     | 1931-32, 1941-42, 1959-60, 1996-97 |
| Cercle Brugge                               | 3        | 0     | 1910-11, 1926-27, 1929-30 |
| KSK Beveren                                 | 2        | 0     | 1978-79, 1983-84 |
| KAA Gent                                    | 1        | 3     | 2014-2015 |
| RWD Molenbeek                               | 1        | 0     | 1974–75 |
| K Berchem Sport                             | 0        | 3     | |
| R Charleroi SC                              | 0        | 1     | |
| KSC Lokeren                                 | 0        | 1     | |
| SV Zulte Waregem                            | 0        | 1     | |
| K Sint-Truiden VV                           | 0        | 1     | |
| R Léopold Club                              | 0        | 1     | |
| ROC de Charleroi                            | 0        | 1     | |
| KRC Mechelen                                | 0        | 1     | |
| K Beringen FC                               | 0        | 1     | |

- Negrito: clubes que jogam a primeira divisão
- Italic: clubes dissolvidos ou fundidos

## Ligações Externas
- «Jupiler Pro League» (em francês)
- «Homepage | Union Royale Belge des Sociétés de Football-Association» (em francês)